# حسين آباد سرغر (مقاطعة فيروزآباد)
حسين‌آباد سرغر (بالفارسية: حسین‌آباد سرگر) هي قرية تقع في قسم أحمد آباد الريفي في إيران. يقدر عدد سكانها بـ 197 نسمة .